# طالع‌بینی (فیلم)
«طالع‌بینی» (انگلیسی: The Diviners (film)) یک فیلم است که در سال ۱۹۹۳ منتشر شد.